# Alberico Gentili
Alberico Gentili, latin Albericus Gentilis, född 14 januari 1552 i San Ginesio, Marche, död 19 juni 1608 i London, var en italiensk rättsfilosof och jurist, verksam vid Oxfords universitet. Han var en av de första som skrev om folkrätt.

## Biografi
Alberico Gentili föddes i Marcha i en adlig släkt, som son till en berömd läkare, Matteo Gentili (1517—1602). Han studerade juridik vid universitetet i Perugia, och tog doktorsexamen där 1572. 1577 slutförde han ett uppdrag att utreda en författningsändring för sin hemstad, men tvingades fly tillsammans med sin far och bror Scipione Gentili, på grund av att de var protestanter. De flydde först till Ljubljana, Slovenien, som då var huvudstad i hertigdömet Carniola, men Alberico lämnade sin far och bror där, och begav sig till universitetsstäderna Tübingen och Heidelberg i Tyskland. 
1580 anlände han till England. Robert Dudley, 1:e earl av Leicester, gav honom sina vitsord, och han kunde därför få börja undervisa vid Oxford. Efter ett kortare uppehåll i Wittenberg, återvände han och erhöll 1587 den kungliga professuren i privaträtt.
Denna post innehade han till sin död, men blev allt mera involverad i praktisk juridik i London från omkring 1590, vid High Court of Admiralty (Marinens Högsta domstol), där den kontinentala civil law tillämpades, i stället för den engelska common law. 1600 invaldes han i Gray's Inn, och var verksam vid Spanska ambassaden. Han dog 1608 i London, och begravdes i Church of St. Helen Bishopsgate i City of London.

## Arbeten
Alberico Gentili skrev mer än tjugo böcker, inte bara i rättsvetenskap utan även i teologi och litterära ämnen. De verk som han uppmärksammats för, handlar dock om juridik.
1582 gav Gentili ut De Juris Interpretibus Dialogi Sex, där han stödjer sig på Bartolus de Saxoferratos metod och kritiserar franska jurister som Jacques Cujas, vilka var humanister och därför gjorde filologiska tolkningar av källorna till romersk rätt.
Samma år gav han ut sin första bok om folkrätt, De Legationibus Libri Tres, med anledning av att han anlitats som rådgivare till ett fall. 1584 rådfrågades Gentili och Jean Hotman (1552—1636) av regeringen om vad de borde göra med den spanska ambassadören Bernardino de Mendoza (omkring 1540—1604), som stod anklagad för att ha deltagit i en komplott mot drottning Elizabeth I av England. Hotman var son till den franske juridikprofessorn François Hotman (1524—1590), och hade liksom Gentili kommit till England på grund av religionsförföljelser. Både Gentili och Hotman förordade att ambassadören skulle utvisas från England.
1589 gav Gentili ut första utgåvan av De Jure Belli Commentationes Tres, och gav senare ut en utökad utgåva med titeln De Jure Belli Libri Tres. Denna anses vara en klassiker i folkrätt, och hans huvudverk. Verket lovordas för dess modernitet, skickliga hantering av kontinentala rättsbegrepp, och dess insikt i den internationella rättens verklighet.
Efter hans död gav brodern Scipione, som blivit professor i juridik vid Altdorfs universitet, ut Hispanicae Advocationis Libri Duo (1613). Det en samling anteckningar Alberico gjorde när han tjänstgjorde vid den spanska ambassaden.
Under 1900-talet utgavs dessa verk i översättningar till engelska.

## Postum berömmelse
Gentilis insatser i folkrätt, överskuggades av Hugo Grotius De Jure Belli ac Pacis (1625), trots att Grotius stod i skuld till Gentilis verk. Först under 1800-talet återuppväcktes intresset för Gentili. Detta inträffade efter den installationsföreläsning om honom som Thomas Erskine Holland (1835—1926) gav när han inträdde som professor i internationell rätt i Oxford 1874. Sedan dess har ett flertal monografier och artiklar skrivit om honom.